# Oneechan ga Kita
Oneechan ga Kita (お姉ちゃんが来た Onēchan ga Kita, n.đ. 'Chị gái tôi đã đến') là một bộ manga hài dạng yonkoma (truyện tranh 4 khung) của tác giả Rikō Anzai. Bộ truyện được đăng dài kỳ trên tạp chí seinen Manga Life của nhà xuất bản Takeshobo, cũng như trên tạp chí Manga Life Momo, từ tháng 7 năm 2011 đến tháng 6 năm 2020. Bộ truyện đã được tổng hợp thành 15 tập tankōbon. Phiên bản chuyển thể anime gồm 12 tập, do xưởng phim C2C sản xuất, được phát sóng từ ngày 8 tháng 1 năm 2014 đến 26 tháng 3 năm 2014, đồng thời được phát sóng song song bởi Crunchyroll. Một tập OVA thứ mười ba được phát hành kèm theo đĩa Blu-ray đầu tiên vào ngày 22 tháng 3 năm 2014.

## Nội dung
Cậu bé 14 tuổi Tomoya Mizuhara trở thành em trai của Ichika, một cô gái 17 tuổi, sau khi cha mẹ hai người tái hôn. Từ đó, hàng loạt tình huống dở khóc dở cười diễn ra khi Ichika cố gắng giành lấy tình cảm của Tomoya.

## Nhân vật
Tomoya Mizuhara (水原 朋也 Mizuhara Tomoya)
Lồng tiếng bởi: Aimi Terakawa
Tomoya là một cậu bé 14 tuổi và là nhân vật chính của câu chuyện. Dù là người điềm đạm và lịch sự, cậu thường cảm thấy phiền phức trước việc chị Ichika liên tục xông vào phòng và cố gắng thể hiện tình cảm với mình. Tomoya khá quý mến bạn bè của chị Ichika và thầm thích Mina Fujisaki, tuy nhiên cậu lại không nhận ra tính cách mỉa mai của cô.
Ichika Mizuhara (水原 一香 Mizuhara Ichika)
Lồng tiếng bởi: Juri Nagatsuma
Ichika là chị gái 17 tuổi của Tomoya. Thẳng thắn và nhiệt huyết, Ichika ngay lập tức phải lòng Tomoya và rất hay ghen tuông, bảo vệ cậu thái quá. Cô đôi khi hành động như một kẻ bám đuôi và tỏ ra khó chịu với bất kỳ cô gái nào thể hiện tình cảm với Tomoya.
Mina Fujisaki (藤咲 美奈 Fujisaki Mina)
Lồng tiếng bởi: Ibuki Kido
Mina là bạn cùng lớp của Tomoya. Cô tỏ ra đáng yêu và dễ thương bên ngoài, nhưng thực chất là người tự luyến và khá chanh chua. Mina coi Ichika là đối thủ vì cô thu hút hết sự chú ý của các nam sinh. Dù bị Mina la mắng, Tomoya vẫn luôn đối xử nhẹ nhàng với cô. Trong một tập, cô suýt chút nữa đã tỏ tình với Kōki sau khi nhận được quà White Day từ cậu.
Ruri Hayasaka (早坂 ルリ Hayasaka Ruri)
Lồng tiếng bởi: Omi Minami
Có biệt danh là "Ruri-Ruri", cô là bạn thân của Ichika và cũng đồng tình với Ichika về sự "dễ thương" của Tomoya. Tuy nhiên, cô lại không đối xử tốt với cậu.
Marina Mochizuki (望月 マリナ Mochizuki Marina)
Lồng tiếng bởi: Marina Inoue
Có biệt danh là "Marinacchi-san", cô là bạn thân của Ichika. Cô thường đóng vai người lý trí trong các tình huống hài hước. Nhiều nam sinh bị thu hút bởi vòng một của cô. Cô có một mái tóc vàng.
Mitsuru Hanazono (花園 美鶴 Hanazono Mitsuru)
Lồng tiếng bởi: Yū Kobayashi
Mitsuru là bạn học của Tomoya, đầu óc của cậu thường xuyên nghĩ đến chuyện "đen tối". Dù ghen tị vì Tomoya được bao quanh bởi các cô gái xinh đẹp, Mitsuru vẫn kiên quyết bảo vệ cậu khi bị Kōki bắt nạt. Cậu thích Ichika và bạn bè của cô hơn là các bạn nữ cùng lớp.
Kouki Hayasaka (早坂 孝喜 Hayasaka Kōki)
Lồng tiếng bởi: Misuzu Togashi
Kōki là bạn học của Tomoya, thường được ngưỡng mộ vì thành tích học tập. Sau này, cậu được tiết lộ là em trai của Ruri và thầm thích chị mình, mặc dù cô thường đối xử tệ bạc với cậu.
Souichirou Fuji (藤 総一郎 Fuji Sōichirō)
Lồng tiếng bởi: Kouji Takahashi
Sōichirō là anh trai cùng cha khác mẹ của Marina, được mệnh danh là "nam thần đúng nghĩa". Mang một nửa dòng máu Nga, cậu có một mái tóc vàng và có thể nói cả tiếng Anh lẫn tiếng Nhật. Sau này được tiết lộ cậu là một otaku khi nhận thấy Ichika giống một nhân vật thần tượng mà cậu yêu thích.
Yūko Mizuhara (水原 夕子 Mizuhara Yūko)
Lồng tiếng bởi: Fumi Morisawa
Yūko Mizuhara là mẹ kế của Tomoya.
Masaya Mizuhara (水原 正也 Mizuhara Masaya)
Lồng tiếng bởi: Kenji Hamada
Masaya Mizuhara là cha của Tomoya, đồng thời là chồng mới của mẹ Ichika.

## Truyền thông

### Manga
| #  | Ngày phát hành            | ISBN              |
| -- | ------------------------- | ----------------- |
| 1  | Ngày 27 tháng 6 năm 2012  | 978-4-8124-7905-6 |
| 2  | Ngày 27 tháng 2 năm 2013  | 978-4-8124-8109-7 |
| 3  | Ngày 17 tháng 1 năm 2014  | 978-4-8124-8495-1 |
| 4  | Ngày 17 tháng 3 năm 2014  | 978-4-8124-8535-4 |
| 5  | Ngày 27 tháng 2 năm 2015  | 978-4-8019-5097-9 |
| 6  | Ngày 17 tháng 7 năm 2015  | 978-4-8019-5303-1 |
| 7  | Ngày 27 tháng 5 năm 2016  | 978-4-8019-5534-9 |
| 8  | Ngày 17 tháng 11 năm 2016 | 978-4-8019-5682-7 |
| 9  | Ngày 27 tháng 7 năm 2017  | 978-4-8019-6003-9 |
| 10 | Ngày 16 tháng 12 năm 2017 | 978-4-8019-6137-1 |
| 11 | Ngày 27 tháng 6 năm 2018  | 978-4-8019-6295-8 |
| 12 | Ngày 27 tháng 12 năm 2018 | 978-4-8019-6480-8 |
| 13 | Ngày 27 tháng 6 năm 2019  | 978-4-8019-6661-1 |
| 14 | Ngày 17 tháng 12 năm 2019 | 978-4-8019-6830-1 |
| 15 | Ngày 28 tháng 7 năm 2020  | 978-4-8019-7024-3 |

### Anime
Trang web chính thức của Manga Life đã thông báo vào ngày 10 tháng 12 năm 2013 rằng bộ manga Oneechan ga Kita sẽ được chuyển thể thành anime. Được sản xuất bởi xưởng phim C2C, loạt anime có độ dài ba phút mỗi tập này được đạo diễn bởi Yoshihide Yuuzumi, Takeshi Oda thiết kế nhân vật. Video quảng bá đầu tiên được phát hành vào ngày 16 tháng 12 năm 2013, hé lộ dàn diễn viên và ê-kíp sản xuất chính. Crunchyroll bắt đầu phát sóng song song với thời điểm phát sóng tại Nhật Bản vào ngày 8 tháng 1 năm 2014. Tập thứ mười ba được phát hành kèm đĩa Blu-ray vào ngày 22 tháng 3 năm 2014.
Bài hát kết thúc là "Piece" (dịch: mảnh ghép), được trình bày bởi Fūga Hatori và Misuzu Togashi.
| TT  | Tiêu đề                                                                                                  | Ngày phát hành gốc  |
| --- | --- | ------------------- |
| 1   | "She Came! She Came!" Chuyển ngữ: "KITĀ ! KITĀ !" (tiếng Nhật: キター!キター!)                           | 8 tháng 1 năm 2014  |
| 2   | "She Came to School!" Chuyển ngữ: "gakkō ni KITĀ !" (tiếng Nhật: 学校にキター!)                          | 15 tháng 1 năm 2014 |
| 3   | "Big Sisters Came!" Chuyển ngữ: "onee-chan ZU ga KITĀ !" (tiếng Nhật: お姉ちゃんズがキター!)             | 22 tháng 1 năm 2014 |
| 4   | "Kouki the Tough Guy Came!" Chuyển ngữ: "KŌhana takayoshi ga KITĀ !" (tiếng Nhật: コウ派な孝喜がキター!) | 29 tháng 1 năm 2014 |
| 5   | "Swimsuit Time Came!" Chuyển ngữ: "mizugi, KITĀ !" (tiếng Nhật: 水着、キター!)                           | 5 tháng 2 năm 2014  |
| 6   | "A Hot Guy Came!" Chuyển ngữ: "IKEMEN, KITĀ !" (tiếng Nhật: イケメン、キター!)                           | 12 tháng 2 năm 2014 |
| 7   | "Christmas Came!" Chuyển ngữ: "KURISUMASU, KITĀ !" (tiếng Nhật: クリスマス、キター!)                     | 19 tháng 2 năm 2014 |
| 8   | "New Year's Day Came!" Chuyển ngữ: "shōgatsu, KITĀ !" (tiếng Nhật: 正月、キター!)                        | 26 tháng 2 năm 2014 |
| 9   | "Valentine's Day is Coming!" Chuyển ngữ: "BARENTAIN, KURŪ!" (tiếng Nhật: バレンタイン、クルー!)          | 5 tháng 3 năm 2014  |
| 10  | "Valentine's Day Came!" Chuyển ngữ: "BARENTAIN, KITĀ !" (tiếng Nhật: バレンタイン、キター!)              | 12 tháng 3 năm 2014 |
| 11  | "White Day Came!" Chuyển ngữ: "HOWAITO DEE, KITĀ !" (tiếng Nhật: ホワイトデー、キター!)                  | 19 tháng 3 năm 2014 |
| 12  | "My Bedside Nurse Came!" Chuyển ngữ: "kanbyō, KITĀ !" (tiếng Nhật: 看病、キター!)                        | 26 tháng 3 năm 2014 |
| OVA | "She Came for the First Time!" Chuyển ngữ: "hajimete no… KITĀ !" (tiếng Nhật: 初めての…キター!)          | 22 tháng 3 năm 2014 |